# Cristo en el lago Tiberíades (Tintoretto)
Cristo en el lago Tiberíades es un cuadro del pintor italiano Tintoretto. Está realizado en óleo sobre lienzo. Mide 117,1 cm de alto y 169,2 cm de ancho. Fue pintado hacia 1575-1580. Se exhibe en la Galería Nacional de Arte, de Washington D. C. en los Estados Unidos.
Se ilustra en esta escena una de las apariciones de Jesucristo tras su resurrección, según la Biblia. En concreto, en el capítulo 21 del Evangelio de Juan se narra esta aparición que viene seguida por la pesca milagrosa, episodio que puede verse por ejemplo en una obra de Konrad Witz: 

1. Después de esto, se manifestó Jesús otra vez a los discípulos a orillas del mar de Tiberíades. Se manifestó de esta manera.
2. Estaban juntos Simón Pedro, Tomás, llamado el Mellizo, Natanael, el de Caná de Galilea, los de Zebedeo y otros dos de sus discípulos.
3. Simón Pedro les dice: «Voy a pescar.» Le contestan ellos: «También nosotros vamos contigo.» Fueron y subieron a la barca, pero aquella noche no pescaron nada.
4. Cuando ya amaneció, estaba Jesús en la orilla; pero los discípulos no sabían que era Jesús.
5. Díceles Jesús: «Muchachos, ¿no tenéis pescado?» Le contestaron: «No.»
6. El les dijo: «Echad la red a la derecha de la barca y encontraréis.» La echaron, pues, y ya no podían arrastrarla por la abundancia de peces.
7. El discípulo a quien Jesús amaba dice entonces a Pedro: «Es el Señor», se puso el vestido -pues estaba desnudo- y se lanzó al mar.

El estilo de esta obra recuerda al del Greco, quien conoció la obra de Tintoretto en su período veneciano.